# Mário dos Santos
Mário José dos Santos Júnior (ur. 10 września 1979 w Cubatão) – brazylijski lekkoatleta, chodziarz. Dwukrotny mistrz Ameryki Południowej w chodzie sportowym, medalista igrzysk panamerykańskich i lekkoatletycznych mistrzostw Ameryki Południowej, trzykrotny olimpijczyk (Ateny, Pekin, Rio de Janeiro).

## Przebieg kariery
W 1997 roku wziął udział w mistrzostwach Ameryki Południowej w chodzie sportowym, na których zdobył złoty medal w przeznaczonym dla juniorów konkursie chodu na 10 km. Rok później został mistrzem kontynentu U20 w chodzie na 10 000 m, jednakże zawodów w tej konkurencji nie udało mu się ukończyć podczas rozgrywanych w Annecy mistrzostw globu juniorów. W 1999 i 2001 roku zdobył jedyne w karierze medale mistrzostw Ameryki Południowej, natomiast 2003 roku został wicemistrzem igrzysk panamerykańskich.
W konkursie chodu na 50 km wystąpił także podczas igrzysk olimpijskich – w Atenach wywalczył 40. miejsce z czasem 4:20:11, natomiast w Pekinie osiągnął czas 4:10:25 i zajął 41. miejsce w końcowej klasyfikacji zmagań.
W 2009 zadebiutował na mistrzostwach świata seniorów, których gospodarzem był Berlin. W ich ramach wystąpił w konkursie chodu na 50 km, którego nie ukończył. W tejże konkurencji startował na mistrzostwach globu w 2013 i 2015 roku, na nich także nie osiągnął większych sukcesów.
Po raz ostatni w zawodach lekkoatletycznych wystąpił w sierpniu 2016 roku, startował wówczas na igrzyskach olimpijskich w Rio de Janeiro. W czasie igrzysk wystąpił w konkursie chodu na 50 km, którego nie udało mu się ukończyć.

## Osiągnięcia
| Rok     | Zawody                                              | Miasto              | Miejsce | Konkurencja      | Wynik      |
| ------- | --------------------------------------------------- | ------------------- | ------- | ---------------- | ---------- |
| 1997    | Mistrzostwa Ameryki Południowej w chodzie sportowym | Bogota              | złoto   | chód na 10 km    | 47:27      |
| 1998    | Mistrzostwa Ameryki Południowej juniorów            | Córdoba             | złoto   | chód na 10 000 m | 42:14,02   |
| 1998    | Mistrzostwa świata juniorów                         | Annecy              | DNF     | chód na 10 000 m | N/A        |
| 1999    | Mistrzostwa Ameryki Południowej                     | Bogota              | brąz    | chód na 20 000 m | 1:33:50,59 |
| 2001    | Mistrzostwa Ameryki Południowej                     | Manaus              | srebro  | chód na 20 000 m | 1:32:45,90 |
| 2003    | Igrzyska panamerykańskie                            | Santo Domingo       | srebro  | chód na 50 km    | 4:07:36    |
| 2004    | Igrzyska olimpijskie                                | Ateny               | 40.     | chód na 50 km    | 4:20:11    |
| 2005    | Mistrzostwa Ameryki Południowej                     | Cali                | DNF     | chód na 20 km    | N/A        |
| 2007    | Mistrzostwa Ameryki Południowej                     | São Paulo           | DSQ     | chód na 20 km    | N/A        |
| 2007    | Igrzyska panamerykańskie                            | Rio de Janeiro      | 4.      | chód na 20 km    | 1:29:53    |
| 2007    | Igrzyska panamerykańskie                            | Rio de Janeiro      | DSQ     | chód na 50 km    | N/A        |
| 2008    | Igrzyska olimpijskie                                | Pekin               | 41.     | chód na 50 km    | 4:10:25    |
| 2009    | Mistrzostwa Ameryki Południowej                     | Lima                | 5.      | chód na 20 000 m | 1:25:14,8h |
| 2009    | Mistrzostwa świata                                  | Berlin              | DNF     | chód na 50 km    | N/A        |
| 2010    | Mistrzostwa ibero-amerykańskie                      | San Fernando        | DNF     | chód na 20 000 m | N/A        |
| 2011    | Igrzyska panamerykańskie                            | Guadalajara         | DSQ     | chód na 50 km    | N/A        |
| 2012    | Mistrzostwa Ameryki Południowej w chodzie sportowym | Salinas             | złoto   | chód na 50 km    | 4:12:52    |
| 2013    | Mistrzostwa Ameryki Południowej                     | Cartagena de Indias | DSQ     | chód na 20 000 m | N/A        |
| 2013    | Mistrzostwa świata                                  | Moskwa              | 42.     | chód na 50 km    | 4:06:12    |
| 2015    | Mistrzostwa świata                                  | Pekin               | DNF     | chód na 50 km    | N/A        |
| 2016    | Igrzyska olimpijskie                                | Rio de Janeiro      | DNF     | chód na 50 km    | N/A        |
| Źródło: |                                                     |                     |         |                  |            |

Pięciokrotnie zdobywał tytuł mistrza kraju w latach 2004-2009, za każdym razem w konkurencji chodu na 20 km.

## Rekordy życiowe
- chód na 5000 m – 19:48,33 (7 maja 2006, Porto Alegre)
- chód na 10 000 m – 42:14,02 (16 maja 1998, Córdoba)
- chód na 10 km – 44:51 (26 maja 2007, São Paulo)
- chód na 20 000 m – 1:25:14,8h (21 czerwca 2009, Lima)
- chód na 20 km – 1:25:49 (15 marca 2003, Chula Vista)
- chód na 50 km – 3:55:36 (21 marca 2015, Dudince)

Źródło: 